# Международное карточное общество
Международное карточное общество (англ. International Playing-Card Society; IPCS) — некоммерческая организация для интересующихся игральными картами, их дизайном и историей.
Общество базируется в Великобритании, но состоит из членов по всему миру. Издаёт ежеквартальный журнал The Playing-Card, язык статей, в основном, английский, но также публикуют статьи на французском, немецком, итальянском и испанском. Общество издаёт монографии под серией «IPCS Papers», и шаблоны, систематизирующие стандартные рисунки игральных карт.

## История
Организацию основали в 1972 году как «The Playing-Card Society» вместе с «The Journal of the Playing-Card Society». В мае 1980 года названия общества и журнала изменили на «The International Playing-Card Society» и «The Playing-Card». Информационный бюллетень «Playing-Card World» публиковали в качестве приложения к журналу с 1975 до 1995 года, в общей сложности 80 выпусков.